# Slavko Vinčić

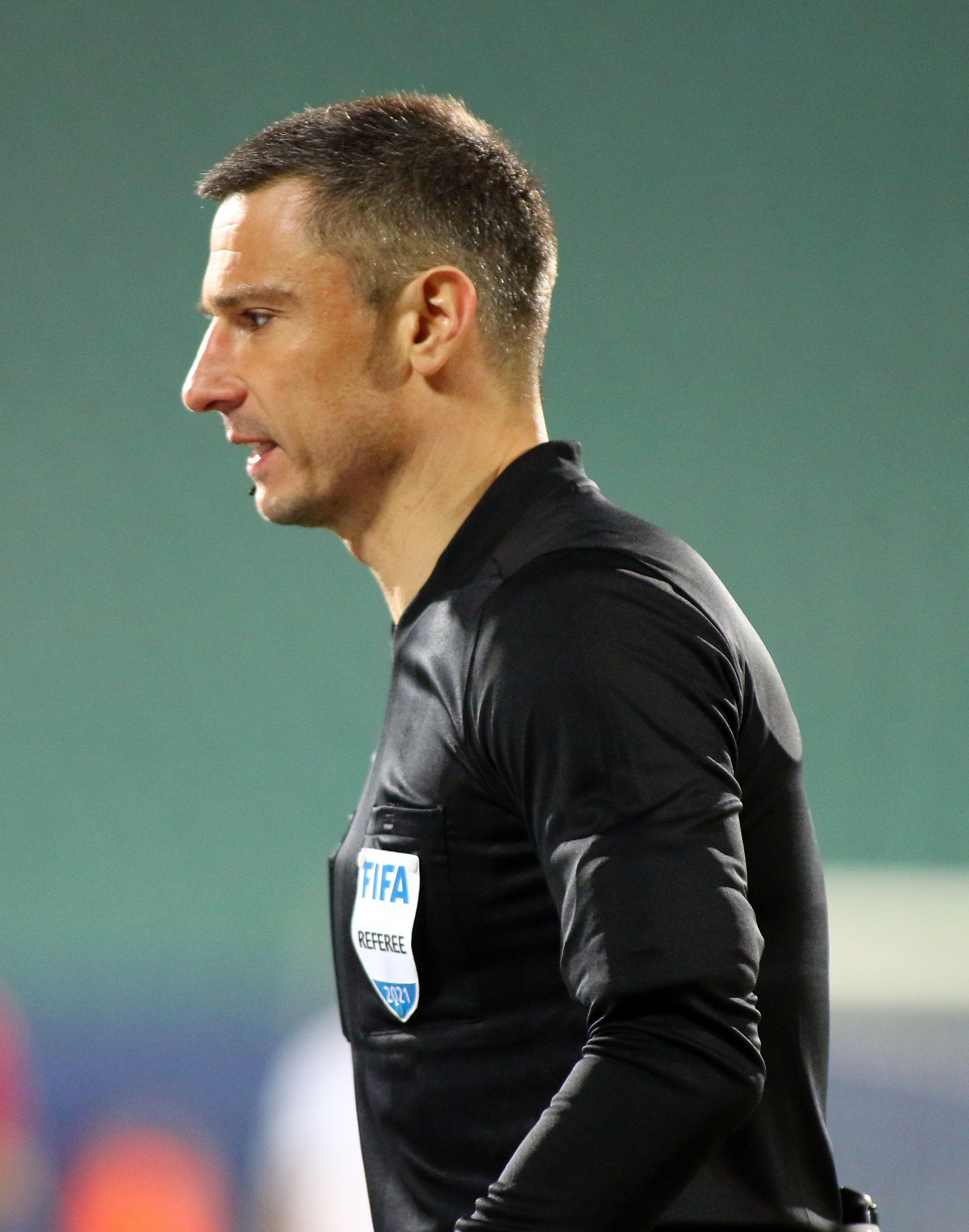
Slavko Vinčić (2021)

Slavko Vinčić (* 25. November 1979 in Maribor, Sozialistische Republik Slowenien, SFR Jugoslawien) ist ein slowenischer Fußballschiedsrichter. Seit 2010 steht er auf der FIFA-Liste.

## Karriere

### National: Viermaliger Pokalfinalschiedsrichter (seit 2007)
Vinčić leitete im Mai 2007 sein erstes Spiel in der höchsten slowenischen Spielklasse, der Slovenska Nogometna Liga. In der folgenden Saison kam er ebenfalls zu vereinzelten Einsätzen, seit der Spielzeit 2008/09 gehört er zum regulären Kader der slowenischen Erstligaschiedsrichter. Bisher kam er in knapp 200 Erstligabegegnungen zum Einsatz und wurde bisher insgesamt viermal  mit der Leitung des Endspiels um den Slowenischen Fußballpokal betraut, zuerst 2015, sowie 2017, 2022 und schließlich 2025. Diesen letzten Einsatz musste er jedoch nach gut 50 Minuten verletzungsbedingt abbrechen und die Spielleitung an den Vierten Offiziellen Bojan Mertik abgeben.

### Internationale Anfänge (2010 – 2021)
Im Jahr 2010 erfolgte seine Nominierung für die FIFA-Liste, die zur Leitung internationaler Begegnungen berechtigt. Sein internationales Debüt gab er im März des gleichen Jahres in der EM-Qualifikationspartie zwischen den U-17-Juniorenmannschaften der Türkei und Wales. Seine erste Begegnung zwischen A-Nationalmannschaften leitete er im November 2011 beim Testländerspiel zwischen Mazedonien und Albanien. Im Juli 2010 wurde er mit seiner ersten Spielleitung in einem europäischen Vereinswettbewerb betraut, einem Spiel der 1. Qualifikationsrunde der UEFA Europa League zwischen Fylkir Reykjavík und FK Tarpeda-BelAS Schodsina. Seit Dezember 2016 kommt er regelmäßig in der UEFA Champions League zum Einsatz und gehört seit Ende 2019 zur Elite-Kategorie der UEFA.
Seit seiner Berufung als internationaler Schiedsrichter wurde Vinčić für mehrere Turniere nominiert. Bei den Fußball-Europameisterschaften 2012 und 2016 unterstützte er seinen Landsmann Damir Skomina bei insgesamt sechs Partien als Torrichter. Als Hauptschiedsrichter amtierte er bei verschiedenen Welt- und Europameisterschaften im Juniorenbereich, zuletzt bei der U-20 WM 2019 in Polen.

### Teil der internationalen Elite (seit 2021)
Einen ersten Höhepunkt seiner internationalen Laufbahn stellt die Nominierung als einer von 19 Schiedsrichtern für die Europameisterschaft 2021 dar. Beim paneuropäischen Turnier leitete er drei Spiele, darunter ein Viertelfinale.
Zum Ende der Spielzeit 2021/22 leitete er das Europa-League-Endspiel in Sevilla zwischen Eintracht Frankfurt und den Glasgow Rangers. Dies war das dritte Mal, dass er in einem Europa-League-Finale zum Einsatz kam – 2017 war er Torrichter im Gespann von Damir Skomina, 2021 hatte er Clément Turpin als Vierter Offizieller unterstützt. Im Juni 2022 leitete er das Interkontinentale Play-off, in dem sich Australien gegen Peru durchsetzte und sich somit für die WM-Endrunde 2022 in Katar qualifizierte. Für selbige wurde auch Vinčić durch die FIFA als einer von 36 Hauptschiedsrichtern berufen. Das slowenische Gespann komplettierten seine Assistenten Tomaž Klančnik und Andraž Kovačič. Nach zwei Spielleitungen in der Gruppenphase – darunter bei der Battle of Britain zwischen England und Wales – und einem Einsatz als Vierter Offizieller war für ihn und sein Gespann die WM nach dem Achtelfinale beendet.
Seinen bisherigen Karrierehöhepunkt stellte die Spielleitung des Champions-League-Finales 2024 zwischen Real Madrid und Borussia Dortmund in London dar. Zudem gehörte er mit seinen Assistenten Klančnik und Kovačič zum Unparteiischenaufgebot der Euro 2024 in Deutschland. Nach zwei Einsätzen in der Gruppenphase leitete das Gespann auch ein Halbfinale.
Seine internationale Einsatzstatistik beinhaltet auch Spielleitungen in der griechischen Super League, der rumänischen Liga 1 und der saudi-arabischen Saudi Professional League.

## Privates
Vinčić ist ausgebildeter Telekommunikationsingenieur und ist Inhaber und Geschäftsführer einer Metallfirma. Er ist verheiratet und hat zwei Kinder.
Im Jahr 2020 wurde Vinčić zusammen mit 34 weiteren Personen  bei einer Sex- und Drogenparty des Instagram-Models Tijana Maksimović im bosnischen Bijeljina festgenommen. Laut Polizei sollen die Teilnehmer sexuelle Dienste von Maksimović und weiteren Frauen in Anspruch genommen haben, zudem wurden bei der Durchsuchung eine größere Menge Drogen, Waffen und Geld beschlagnahmt. Vinčić bestritt die Vorwürfe und sagte aus, die meisten der anderen festgenommenen Männer aus dem Bereich der organisierten Kriminalität nicht zu kennen. Schließlich wurde er wieder freigelassen und im weiteren Verlauf seitens der bosnischen Ermittlungsbehörden lediglich als Zeuge behandelt.

## Besondere Einsätze

### Fußball-Europameisterschaft 2021
| Phase         | Datum         | Spielort | Heimmannschaft | Gastmannschaft | Ergebnis  |
| ------------- | ------------- | -------- | -------------- | -------------- | --------- |
| Gruppenphase  | 14. Juni 2021 | Sevilla  | Spanien        | Schweden       | 0:0       |
| Gruppenphase  | 20. Juni 2021 | Baku     | Schweiz        | Türkei         | 3:1 (2:0) |
| Viertelfinale | 2. Juli 2021  | München  | Belgien        | Italien        | 1:2 (1:2) |

### Fußball-Weltmeisterschaft 2022
| Phase        | Datum         | Spielort  | Heimmannschaft | Gastmannschaft | Ergebnis  |
| ------------ | ------------- | --------- | -------------- | -------------- | --------- |
| Gruppenphase | 22. Nov. 2022 | Lusail    | Argentinien    | Saudi-Arabien  | 1:2 (1:0) |
| Gruppenphase | 29. Nov. 2022 | ar-Rayyan | Wales          | England        | 0:3 (0:0) |

### Fußball-Europameisterschaft 2024
| Phase        | Datum         | Spielort      | Heimmannschaft | Gastmannschaft | Ergebnis  |
| ------------ | ------------- | ------------- | -------------- | -------------- | --------- |
| Gruppenphase | 15. Juni 2024 | Köln          | Ungarn         | Schweiz        | 1:3 (0:2) |
| Gruppenphase | 20. Juni 2024 | Gelsenkirchen | Spanien        | Italien        | 1:0 (0:0) |
| Halbfinale   | 9. Juli 2024  | München       | Spanien        | Frankreich     | 2:1 (2:1) |

### Weitere Einsätze
als Hauptschiedsrichter
- Finale des Slowenischen Fußballpokals 2015, 2017, 2022, 2025
- U-17-Fußball-Europameisterschaft 2013 in der Slowakei
- U-17-Fußball-Weltmeisterschaft 2017 in Indien
- U-21-Fußball-Europameisterschaft 2017 in Polen
- U-20-Fußball-Weltmeisterschaft 2019 in Polen
- Finale der UEFA Europa League 2021/22
- Finale der UEFA Champions League 2023/24

als Torrichter im Gespann von Damir Skomina
- Fußball-Europameisterschaft 2012 in Polen und der Ukraine
- Fußball-Europameisterschaft 2016 in Frankreich
- Finale der UEFA Europa League 2016/17